# Bury (Quebec)
Bury es un municipio canadiense situado en la provincia de Quebec.

## Superficie
Bury tiene una superficie de 234,1 km².

## Demografía
En 2021, tenía 1252 habitantes, una densidad poblacional de 5,3 hab./km², y 607 viviendas.